# چینه (شهر)
چینه (به ترکی استانبولی: Çine) شهری است در کشور ترکیه که در استان آیدین واقع شده‌است. جمعیت این شهر بر اساس سرشماری سال ۲۰۰۸ میلادی ۲۰٬۲۷۷ نفر و بر اساس برآوردهای سال ۲۰۰۹ میلادی ۲۰٬۳۴۳ نفر می‌باشد.